# Rode wesp
De rode wesp (Vespula rufa) is een vliesvleugelig insect uit de familie van de plooivleugelwespen (Vespidae). De wetenschappelijke naam van de soort werd gepubliceerd in 1758 door Carl Linnaeus in de tiende editie van Systema naturae. 